# Georg Draud
Georg Draud, en latin Draudius, est un bibliographe allemand.

## Biographie
Georg Draud naquit à Dauernheim, dans la Hesse, le 9 janvier 1573. Son père, qui était ministre luthérien dans cette bourgade, le destinant à suivre la même carrière, lui fit faire ses études à l’université de Marbourg. Il fut pendant quelque temps réduit à faire les fonctions de prote ou de correcteur d’épreuves dans diverses imprimeries de Francfort et de Bâle, et dans la fameuse typographie de Feyerabend. Enfin, il obtint une place de ministre du saint Évangile, qu’il exerça quinze ans à Groß-Karben, onze ans à Ortenberg et dix ans à Dauernheim. Les incursions des troupes impériales pendant la Guerre de Trente Ans l’ayant obligé de quitter ce dernier poste, il se retira à Butzbach, où il mourut en 1630, ou selon d’autres en 1635.

## Œuvres
- Duodenarius historico-biblicus, Francfort, 1605, in-8° : on a prétendu que cet ouvrage n’était pas de lui, quoiqu’il l’eût publié sous son nom, mais on ne lui a pas contesté la propriété du supplément qu’il y donna quelques années après, sans date, in-8° ;
- Prosopopœia virtutum, et vitiorum, ibid., 1611, in-8° : c’est un recueil d’emblèmes, mêlé de vers et de prose, avec figures en taille-douce ;
- Bibliotheca classica[1], Francfort, 1611,in-4° : c’est le plus important de ses ouvrages. L’auteur en donna en 1625 une édition beaucoup plus ample, et augmentée de tous les livres imprimés de 1611 à 1625. L’ouvrage est divisé méthodiquement en 7 classes, dont les nombreuses sous-divisions, rangées alphabétiquement dans chaque classe, renferment chacune, par ordre alphabétique du nom des auteurs, tous les livres imprimés (latins) dont le rédacteur a eu connaissance. Le tout forme plus de 31 000 articles avec l’indication du format, du lieu d’impression et du nom de l’imprimeur, détails qui manquent ordinairement dans les bibliographies de cette époque, et qui font que cet ouvrage est encore utile, malgré ses nombreuses omissions et les erreurs qu’on lui a reprochées. On l’a surtout accusé d’avoir indiqué comme existants des ouvrages qui n’ont jamais paru, mais que des libraires avaient annoncé comme devant paraître incessamment. Le livre est terminé par une ample table alphabétique de noms d’auteurs.
- Bibliotheca librorum germanorum classica, ibid., 1625, in-4° de 800 pages, contenant plus de 14 000 articles.
- Bibliotheca exotica, ibid., 1025, in-4° de 302 pages, contenant environ 5 700 articles ; ces deux ouvrages forment la suite du précédent : l’un comprend les livres allemands, l’autre ceux qui avaient paru en français, en italien, en espagnol, en anglais, en flamand, et même en hongrois. Cette dernière langue n’est indiquée que pour la forme et ne contient que 7 articles, ce qui n’étonnera pas ceux qui savent que les Hongrois n’écrivaient alors qu’en latin. Ces deux suites sont bien moins complètes, plus fautives et moins estimées que l’ouvrage principal, d’autant plus que la dernière n’a point de table d’auteurs.
- Judaicus favor nimium suspectus, se trouve inséré au tome 3 des Dies caniculares de Majoli, dont Draud publia la continuation, Francfort, 1612, in-fol., et 1617, in-4°, et dont il fit un abrégé, in-8°.
- Pandectæ veteris novique Testamenti, Francfort, in-8°.
- Deipnosophistica principum, ibid., 1620, in-4°, en allemand : c’est la continuation d’un ouvrage commencé par J. Werner Gebhard.
- Hortulus senilis animæ, ibid., 1625; in-8° : c’est une compilation de sentences, d’historiettes, et même d’épitaphes.
- Politicorum politorum simul et pollutorum Mixtura, ibid., 1625.
- Cornucopiæ sive promptuarium philologicum, ibid., 1625 : compilation de sentences et passages des meilleurs auteurs anciens et modernes, rangées par ordre.
- Typographicus discursus experimentalis, varius, utilis et jucundus. Cum præcipuorum typographorum, illorum cumprimis quorum impensis libri in lucem prodeunt insignibus, quæ frontispiciis librorum imprimere consueverunt, eorumdemque expositionibus conjecturalibus, etc., ibid., 1625, in-8° : c’est le plus rare des ouvrages de l’auteur. Peut-être l’édition entière a-t-elle été détruite par un incendie ou par quelque autre accident ; mais il paraît que c’est à tort que Spærlius, Uffenbach et Bunemann en ont contesté l’existence. J. Adam Bernard cite un de ses amis qui assurait en avoir lu un exemplaire, et Draud lui-même (Biblioth. class., p. 1275) le cite comme ayant paru, et l’on ne peut pas dire qu’il ait été trompé par de fausses annonces des libraires de la foire de Francfort, puisqu’il s’agit de son propre ouvrage.

On doit encore à Draud :
- une traduction latine de deux ouvrages de Botero, De illustrium Statu et Politia, et De origine urbium earumque augendi ratione, Strasbourg, 1602, in-8° : c’est le premier ouvrage de Draud, et il est remarquable qu’il ne fit pas cette version sur l’original italien, mais sur une traduction allemande, qu’il augmenta presque de moitié ;
- une édition de Solin, Francfort, 1603, 3 vol. in-4° : quelques-unes des additions de l’éditeur sont curieuses, la plupart sont triviales ou étrangères au sujet ; aussi cette volumineuse édition est peu recherchée. Draud y a changé sans fondement la distribution des chapitres ;
- une édition de la Scheda regia d’Agapet, avec une double version latine, Francfort, 1615, in-4°.